# Satoshi Kajino
Satoshi Kajino (Aichi, 9 november 1965) is een voormalig Japans voetballer.

## Carrière
Satoshi Kajino speelde tussen 1988 en 1999 voor Cerezo Osaka en Consadole Sapporo.